# Pantoporia epira
Pantoporia epira är en fjärilsart som beskrevs av Felder 1863. Pantoporia epira ingår i släktet Pantoporia och familjen praktfjärilar. Inga underarter finns listade i Catalogue of Life.